# Евреи в Индии

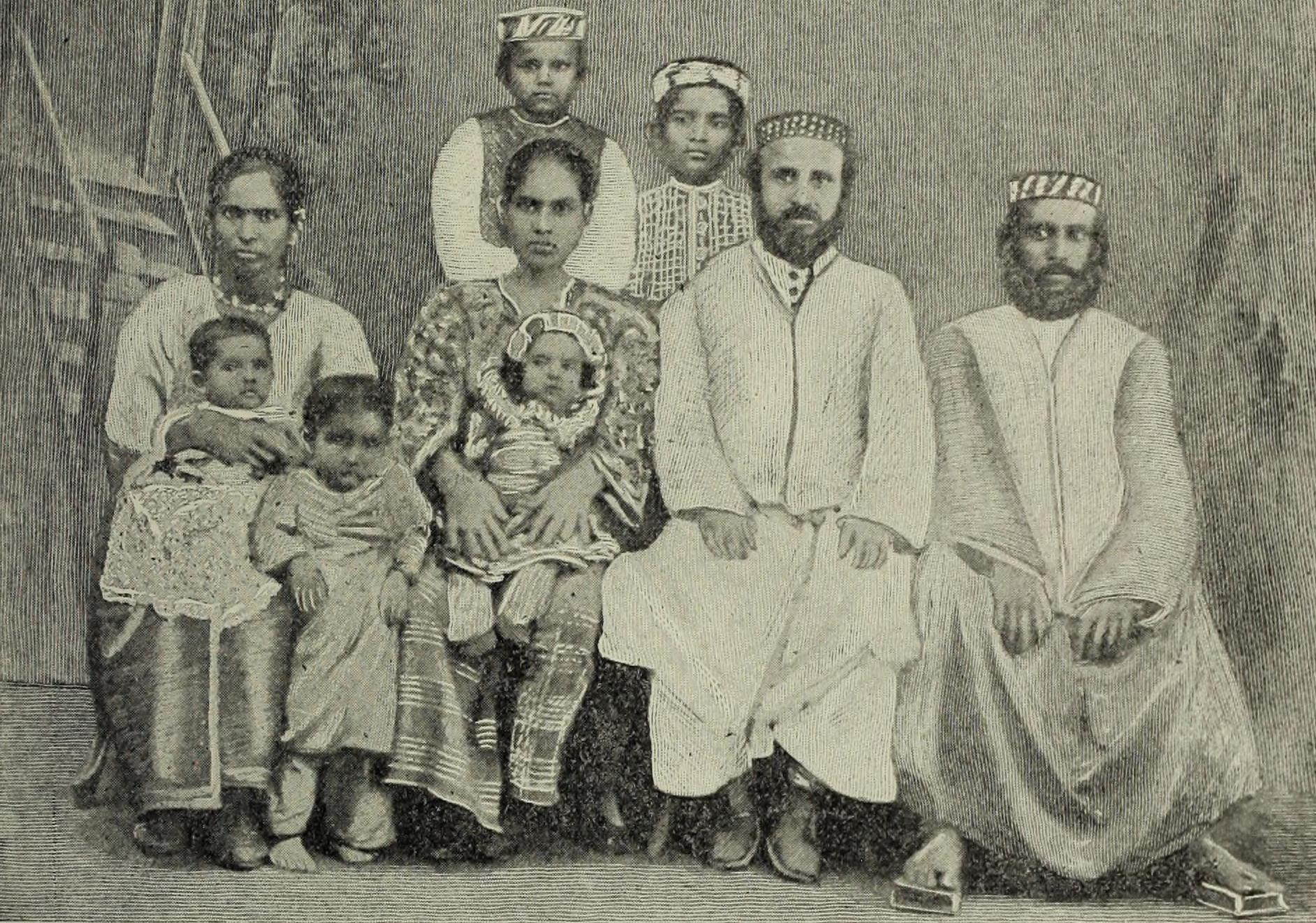
Кочинские евреи фото 1901—1906 годов

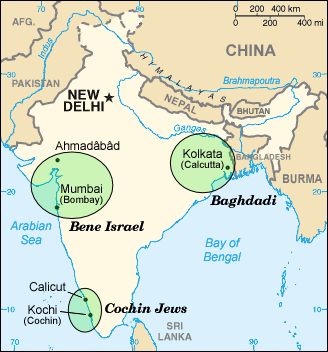
Основные места расселения евреев в Индии к середине XX века

Евреи Индии не представляют собой единой группы, но состоят из нескольких общин, различающихся культурно, лингвистически, исторически, религиозными обрядами и социально-экономическим уровнем.
Ко времени образования Государства Израиль (1948 год) численность евреев в Индии превышала 30 тыс. человек. Известны следующие группы:
- Кочинские евреи (малабарские евреи) — жили в штате Керала (Кочи, Эрнакулам, Северный Паравур, Алува; в 1948 году — примерно 2,5 тыс. человек), разговорный язык — малаялам.
- Бней-Исраэль (маратхские евреи) — жили главным образом в Бомбее и его окрестностях (в 1947 году около 24 тыс. человек), разговорный язык — маратхи.
- Багдадские евреи — жили в Бомбее, Калькутте, Пуне и Сурате (в 1948 году около 6 тысяч), разговорные языки — английский и еврейско-арабский диалект Ирака.
- Бней-Менаше — представители народностей мизо, куки и чин в штатах Манипур и Мизорам (около 6 тысяч), которые заявили, что они потомки колена Манассиева, и стали практиковать иудаизм.
- Бней-Эфраим (евреи-телугу) — небольшая телугу-язычная группа в штате Андхра-Прадеш, обратившаяся в иудаизм в 1981 году.
- Ашкеназы — небольшое число иммигрировали в Индию из стран Европы после 1-й, но главным образом в годы 2-й мировой войны (в 1944—1945 годах их число превышало тысячу человек). В послевоенное время большинство из них вернулись в Европу.

Ни у одной из групп евреев в Индии не сложился собственный еврейский язык или хотя бы заметно отличающийся диалект. Еврейским алфавитом ограниченно пользовались лишь багдадские евреи для своего еврейско-арабского диалекта. Ни кочинские евреи, ни Бней-Исраэль не использовали еврейского письма.
Научное исследование выявило, что существуют генетические доказательства того, что Бней Исраэль, община в западной части Индии, имеет еврейские корни.
Бней Исраэль живут в Конкане, регионе на западном побережье Индии. Сообщество когда-то насчитывало почти 20 тысяч членов, однако сегодня в Индии осталось всего несколько тысяч. Многие члены общины эмигрировали в Израиль с момента его создания в 1948 году.
Согласно истории Бней Исраэль, общину основала горстка выживших после кораблекрушения на индийском побережье 2000 лет назад евреев. Теперь исследователи Тель-Авивского университета обнаружили, что община имеет генетические доказательства еврейского происхождения. Исследование было опубликовано в научном журнале «PLoS One».
«Помимо невнятных рассказов и спекуляций не было никаких объективных фактов того, что община Бней Исраэль может претендовать на еврейское происхождение. Все это было окутано легендами, — рассказал Иедаэль Вальдман, автор исследования. — Только недавно мы обнаружили, что, хотя представители Бней Исраэль генетически похожи на местное индийское население, они являются отдельной и уникальной популяцией в Индии».